# سمندرک آسیایی
سمندرک آسیایی (نام علمی: Paramesotriton) نام یک سرده از تیره سمندران است.